# Otredals prosteri

Prosterier i Agder og Telemarks stift. Det lila området på kartan är Otredals prosteri.

Otredals prosteri (norska: Otredal prosti) är ett kontrakt (prosteri, norska: prosti) i Agder og Telemarks stift inom Norska kyrkan. Kontraktet omfattar kommunerna Bygland, Bykle, Evje og Hornnes, Iveland, Valle, Vennesla och Åseral i Agder fylke i södra Norge.

## Socknar
Otredals prosteri består av nio socknar (norska: sokn eller sogn):
- Bygland og Årdals socken
- Bykle socken
- Evje og Hornnes socken
- Hægelands socken
- Ivelands socken
- Valle og Hylestads socken
- Vennesla socken
- Åserals socken
- Øvrebø socken